# Dicranota indra
Dicranota indra är en tvåvingeart som beskrevs av Alexander 1961. Dicranota indra ingår i släktet Dicranota och familjen hårögonharkrankar. Inga underarter finns listade i Catalogue of Life.